# Robertson County (Kentucky)
Robertson County is een county in de Amerikaanse staat Kentucky.
De county heeft een landoppervlakte van 259 km² en telt 2.266 inwoners (volkstelling 2000). De hoofdplaats is Mount Olivet.

## Bevolkingsontwikkeling

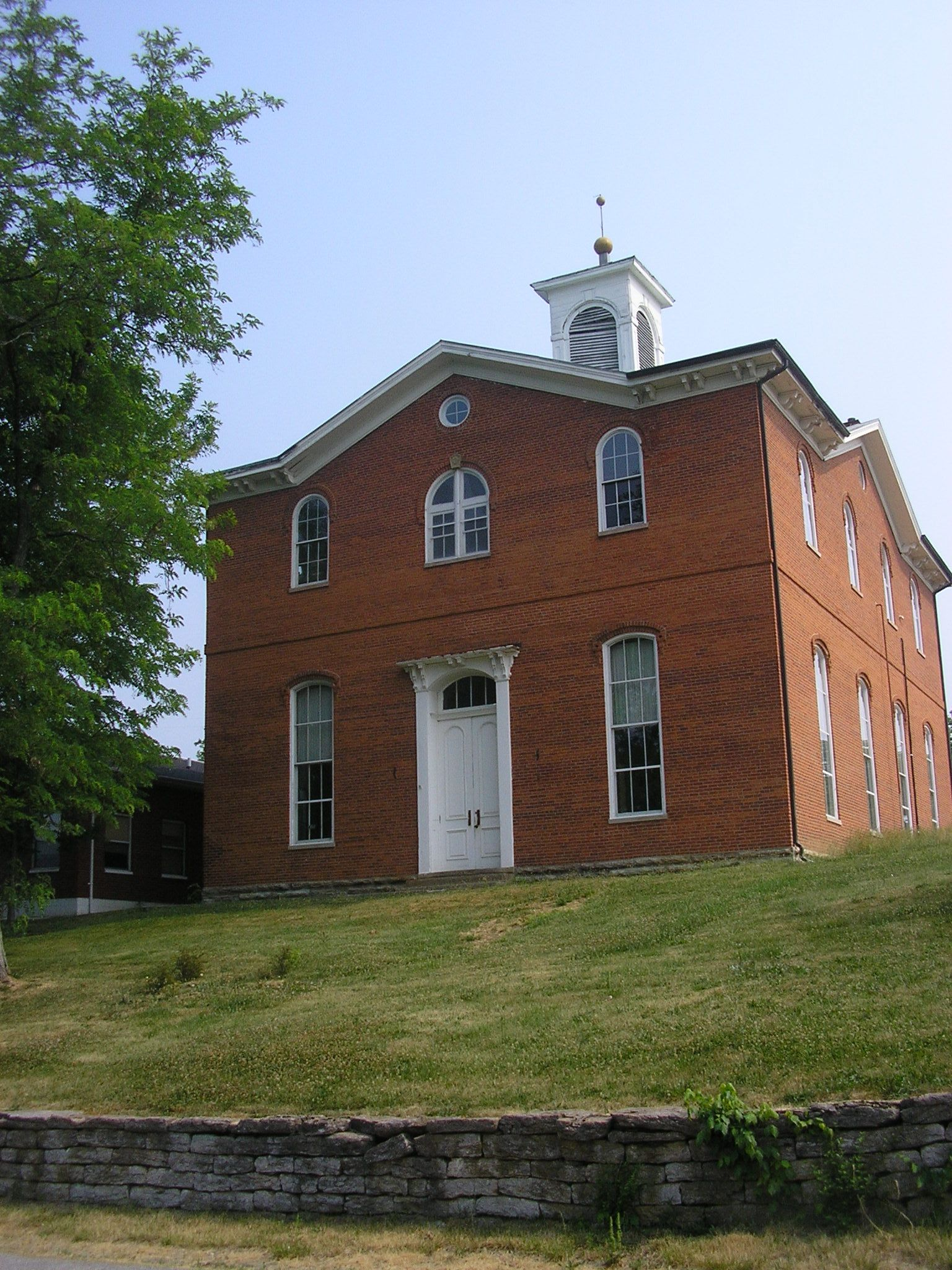
Robertson County Courthouse